# Slaguurwerk
Een slaguurwerk is een uurwerk dat op een mechanische wijze met behulp van een slagwerk geluiden produceert die aangeven hoe laat het op dat moment is. Dit gebeurt door een of meerdere slagen van een klepel op een bel, een toonstaaf of toonveer. Veel klokken beschikken over een hendeltje waarmee de slagen 's nachts geblokkeerd kunnen worden. 

## Slagpatronen
De tijdmelding loopt langs verschillende slagpatronen:
- De enkelvoudige slag geeft een enkel geluidssignaal bij een vol uur, waarbij het niet hoorbaar is welk uur geslagen heeft. Dit is bekend bij veel digitale horloges.
- De slag met urentelling, waarbij het aantal slagen bij elk vol uur aangeeft hoe laat het is. Dit komt het meest voor. Vaak wordt er op de halve uren één keer geslagen.
- Idem, voorafgegaan door een wekkering of voorslag.

## Melodieën
- In het eenvoudigste geval wordt alleen het aantal uren geslagen, een keer om 1 uur, 2 keer om 2 uur enz.
- Bij veel klokken wordt er bovendien een keer geslagen op de halve uren.
- Soms wordt op de halve uren ook hoorbaar hoe laat het is. Er klinken dan drie hoge tonen om half drie en drie lage tonen om 3 uur. Hetzelfde effect kan ook met een wekkering worden bereikt.
- De bim-bamslag is gebruikelijk bij tafel- en slingeruurwerken. Hierbij slaan drie of vier hamers op evenveel toonstaven. Bij het halve uur klinkt er een dubbelslag en bij het volle uur het aantal uren van dat tijdstip. Grote staande klokken bevatten soms tot acht klankstaven.
- De Weense slag wordt vooral gebruikt bij kerkklokken, maar komt ook voor bij de betere huisklokken. Bij het eerste kwartier klinkt er een enkele slag, bij het halve uur twee slagen, bij het derde kwartier drie. Op het volle uur klinken er vier slagen, waarbij er in de regel een serie slagen volgt waarbij het aantal het tijdstip weergeeft.
- De Westminsterslag wordt ook wel de Big-Benslag genoemd. Hierbij wordt er bij elk kwartier een melodie gespeeld van respectievelijk een, twee en drie maten, elk met vier tonen. Bij het volle uur wordt een melodie van vier maten gespeeld, gevolgd door de telling van het aantal uren van dat tijdstip.
- Bij een koekoeksklok wordt het geluid met fluitjes opgewekt.

Minder bekende melodieën zijn Whittington (acht slagen per kwartier), St. Michael, Ave Maria en Trinity. Bij betere klokken kan gekozen worden uit meerdere melodieën.
Bij sommige klokken is er ook iets te zien op het moment dat de klok slaat. Er rijdt bijvoorbeeld een processie met paarden en koetsen langs de klok. Bij de koekoeksklok komt een vogeltje door een deurtje naar buiten.
| Tijdstip | 1 keer op halve uren | tijd op hele en halve uren | idem            | Weense slag |
| -------- | -------------------- | -------------------------- | --------------- | ----------- |
| 7:00     | 1234567              | 1234567                    | 1234567         | 1234567     |
| 7:15     |                      |                            |                 |             |
| 7:30     |                      | 12345678                   | 1 2 3 4 5 6 7 8 |             |
| 7:45     |                      |                            |                 |             |
| 8:00     | 12345678             | 12345678                   | 12345678        | 12345678    |

## Start
Meestal is er een nok op de as van de uurwijzer die op het juiste moment het slagwerk in beweging brengt. De uurwijzer start de wekkering en de wekkering start op haar beurt de uurslag.

## Het juiste aantal slagen

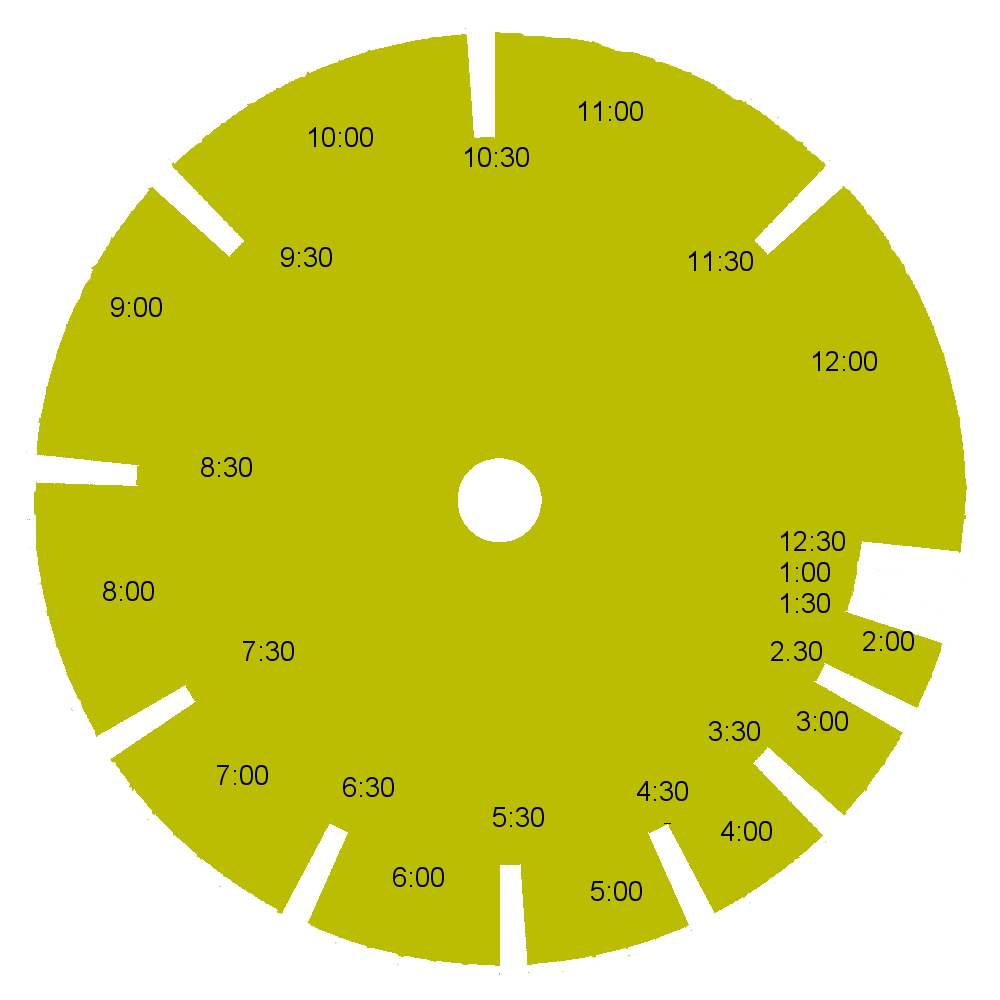
Sluitschijf. Op de halve uren slaat de klok 1 keer, op de hele uren het aantal uren. Bij elke slag draait de schijf 4 graden verder, na 12 uur heeft de schijf een volledige omwenteling gemaakt.

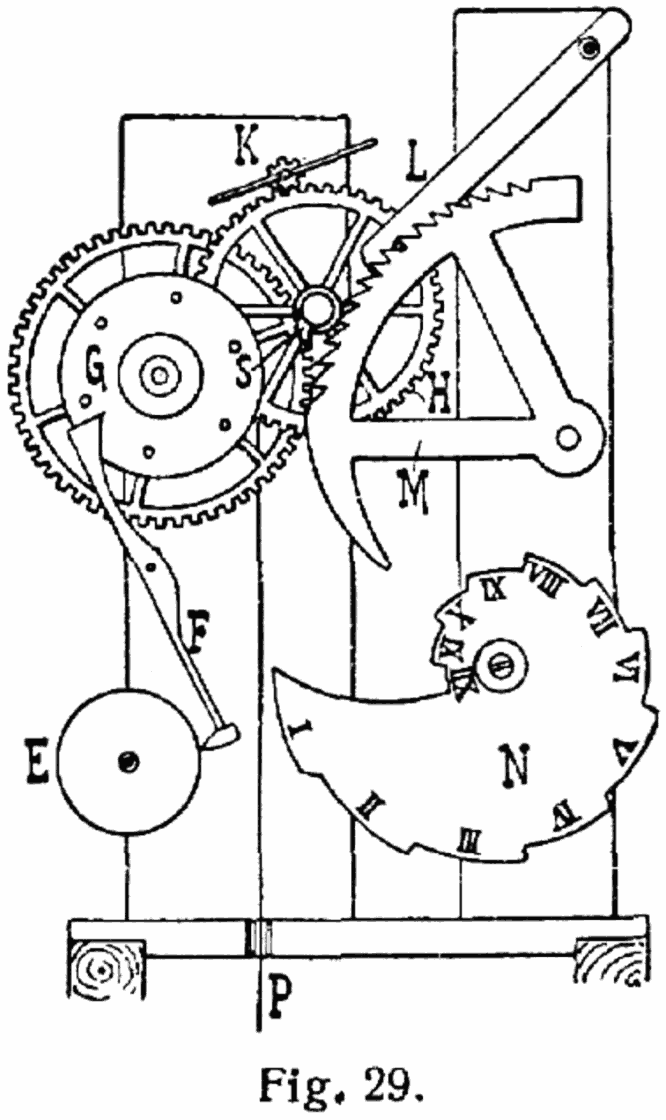
Zaagslagwerk. De zaag M beweegt omlaag tot hij door de snek (N) wordt tegengehouden. De snek is direct gekoppeld aan de uurwijzer.

### Sluitschijf
Veel slagwerken zijn voorzien van een sluitschijf of sluitrad om het juiste aantal slagen te bepalen. In de sluitschijf zijn elf holten uitgevijld, en daartussen zijn elf nokken blijven staan. De nokken zijn verschillend van lengte, voor 2 t/m 12 uur (voor 1 uur is geen nok nodig - hier is een grotere holte uitgevijld). In een van de holten bevindt zich de lichter.
Is het uur aangebroken, dan wordt de lichter door de minuutwijzer opgetild. Het slagwerk komt nu vrij en wordt door het gewicht in beweging gebracht. Intussen draait de sluitschijf een stukje. Nadat de klok een keer heeft geslagen, valt de lichter terug en stopt het slagwerk. Vaak echter kan de lichter niet terugvallen doordat een nok op de sluitschijf het verhindert. De klok slaat dan verder, de sluitschijf draait, tot de lichter weer achter een nok in een holte van de sluitschijf kan vallen.
Een bezwaar van de sluitschijf is dat de klok van slag kan raken, dat wil zeggen dat de positie van de sluitschijf niet overeenkomt met het aangewezen tijdstip. Wordt de klok gelijkgezet, dan moet men steeds de klok laten slaan voordat men de wijzers verder draait. 

### Zaag
Veel staande horloges hebben geen sluitschijf maar een zaag. Zo'n uurwerk kan niet van slag raken: het aantal slagen wordt bepaald door de snek die op dezelfde as zit als de uurwijzer. Een repetitiewerk werkt ook volgens dit principe. Een klok met een zaagslagwerk kan men direct gelijkzetten, zonder op de slagen te wachten. Alleen als men de klok voorbij 12 uur draait (en de snek van 12 naar 1 gaat) moet men even wachten tot de klok geslagen heeft